# Cryptotis goodwini
Cryptotis goodwini (Jackson,1933), es una especie de musaraña de la familia soricidae.

## Descripción
Coloración negro grisáceo en la región dorsal y ventral, patas delanteras son largas y anchascon uñas largas y fuertes. La región anterior de las patas es de coloración negra. El cráneo es grande y expandido a lo ancho, al igual que el rostro; los dientes molariformes son gruesos e intensamente pigmentados.

## Distribución geográfica
Su distribución comprende desde el Sureste de Chiapas, México hasta el Sur de Guatemala y Oeste de El Salvador. 